# Льнянка
Льня́нка (лат. Linaria) — род травянистых однолетних и многолетних растений семейства Подорожниковые (Plantaginaceae). Ранее традиционно помещался в семейство Норичниковые (Scrophulariaceae), однако в результате современных филогенетических исследований теперь относится к значительно расширенному семейству Подорожниковые. Обычно объём рода оценивался в 100—150 видов, по современной классификации насчитывает 208 подтвержденных видов.

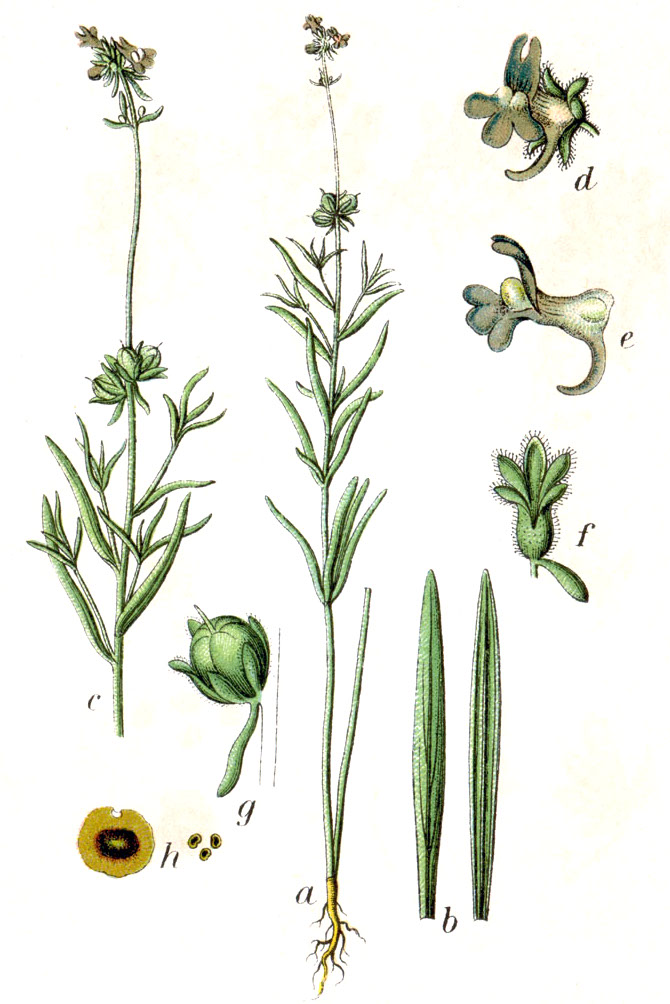
Linaria arvensis.

## Название
Латинское название означает «подобный льну» («linum» — лён), так как листья некоторых растений напоминает листья льна.

## Ботаническое описание
Многолетние, реже однолетние растения.
Листья очерёдные или мутовчатые, сидячие.
Цветки собраны в кистевидные, головчатые или метельчатые соцветия. Чашечка с пятью долями. Венчик жёлтый, фиолетовый или белый, двугубый, верхняя губа двураздельная, нижняя со шлемовидной выпуклиной, шпора большей частью длинная, изогнутая, реже коротко коническая.
Плод — продолговатая или шаровидная коробочка, голая, растрескивающаяся зубчиками на верхушке. Семена плоские, дисковидные, почковидные или трёхгранные, призматические. В 1 г от 10000 до 20000 семян.

## Распространение и экология
Растения рода распространены в основном в горных районах Западного и Восточного Средиземноморья, в умеренных областях Европы, Северной Африки и Азии, с самым высоким разнообразием видов в Средиземноморском регионе. В пределах бывшего СССР произрастает 70 видов, сосредоточенных главным образом на Кавказе (29) и Средней Азии (26). На Дальнем Востоке произрастает только 4 вида, один из них заносный, на Сахалине и Курилах — 2 вида (один заносный Linaria vulgaris).

### Консортивные связи
Льнянки являются кормовыми растениями для бабочек: совки короткокрылой белой (Calophasia (noctua) opalina), листовёртки (Falseuncaria degreyana), большого винного бражника (Hippotion celerio), бражника ливорнского (Hyles livornica), шашечницы красной (Melitaea didyma, Melitaea didyma occidentalis), шашечницы Mellicta deione.

## Охранный статус
Имеется указание о льнянке алтайской (Linaria altaica) в Красной книге Республики Башкортостан, о льнянке Биберштейна (Linaria biebersteinii) — в Красной книге Липецкой области, о льнянке душистой (Linaria odora) — в Красной книге Саратовской области, о льнянке меловой (Linaria cretacea) — в Красной книге Ростовской и Саратовской областей, Казахстана и Украины.
В список редких видов Европы включено 18 видов льнянок, в том числе 5 португальских, 8 испанских.

## Хозяйственное значение и использование
Многие виды льнянок являются декоративными растениями. Из однолетних льнянок выращивают льнянку двураздельную (Linaria bipartita), как однолетник в умеренном климате выращивают и льнянку душицелистную (Linaria origanifolia), которую ряд ботаников выделяют в род Хеноринум (Chaenorhinum) под названием Хеноринум душицелистный (Chaenorhinum origanifolium).
Льнянка обыкновенная (Linaria vulgaris) используется как лекарственное растение в народной медицине.

## Классификация

### История описания
Род Linaria был установлен в 1754 году английским ботаником Филиппом Миллером в «Словаре садовода… Сокращенном…» , 4-е издание, 2-й том. Он описал девятнадцать видов льянок. Типовой вид — Linaria vulgaris Mill. (Льнянка обыкновенная). Название рода Linaria происходит от сходства листьев Linaria vulgaris с листьями льна (Linum).
Протолог: Linaria Mill., 1754, Gard. Dict. Abr., Ed. 4.

### Таксономическое положение
Род входит в трибу Antirrhineae, которая включает пару десятков родов внутри семейства Подорожниковые (Plantaginaceae) порядка Ясноткоцветные (Lamiales) клады Ламииды, последовательно входящей в более крупные клады Астериды → Суперастериды → Эвдикоты → Цветковые растения. Таксономическая схема в соответствии с Системой APG IV по состоянию на декабрь 2023 года:
|  |                          |  |                                   |                                   |                          |  | ещё 23 семейства | ещё 23 семейства |                    |  |                                                                 |  | ещё 24 рода | ещё 24 рода |  |
|  |                          |  |                                   |                                   |                          |  | ещё 23 семейства | ещё 23 семейства |                    |  |                                                                 |  | ещё 24 рода | ещё 24 рода |  |
|  |                          |  |                                   | порядок Ясноткоцветные            |                          |  |                  |                  | триба Antirrhineae |  |                                                                 |  |             |             |  |
|  |                          |  |                                   | порядок Ясноткоцветные            |                          |  |                  |                  | триба Antirrhineae |  | 208 подтверждённых видов и 62 вида в статусе «неподтверждённых» |  |             |             |  |
|  | клада Цветковые растения |  |                                   |                                   | семейство Подорожниковые |  |                  |                  | род Льнянка        |  |                                                                 |  |             |             |  |
|  | клада Цветковые растения |  |                                   |                                   |                          |  |                  |                  |                    |  |                                                                 |  |             |             |  |
|  |                          |  | ещё 63 порядка цветковых растений | ещё 63 порядка цветковых растений |                          |  |                  | ещё 11 триб      | ещё 11 триб        |  |                                                                 |  |             |             |  |
|  |                          |  |                                   | ещё 63 порядка цветковых растений |                          |  |                  |                  | ещё 11 триб        |  |                                                                 |  |             |             |  |

## Виды
Некоторые из них:
- Linaria amethystea Hoffmanns. & Link
- Linaria araratica Tzvelev
- Linaria arvensis (L.) Desf. — Льнянка полевая — Центральная и Южная Европа, Северная Африка
- Linaria bipartita (Vent.) Willd. — Льнянка двураздельная — Марокко
- Linaria buriatica Turcz. ex Benth. — Льнянка бурятская — Восточная Сибирь, Китай
- Linaria dalmatica (L.) Mill. — Льнянка далматская — Балканы, Иран, Турция
- Linaria genistifolia (L.) Mill. — Льнянка дроколистная — Европа, Кавказ, Алтай, Западная Сибирь, Казахстан, Турция
- Linaria hirta Moench
- Linaria incarnata (Vent.) Spreng. — Льнянка мясо-красная — Марокко, Португалия, Испания
- Linaria incompleta Kuprian. — Льнянка неполноцветковая
- Linaria japonica Miq. — Льнянка японская — Сахалин, Курилы, Япония, Северо-Восточный Китай, Корейский полуостров
- Linaria maroccana Hook.f. — Льнянка марокканская — Марокко (Атлас)
- Linaria micrantha (Cav.) Hoffmg. — Льнянка мелкоцветковая
- Linaria pinifolia (Poir.) Thell. — Алжир, Тунис
- Linaria loeselii Schweigg.  — Льнянка Лёзеля
- Linaria pseudolaxiflora Lojac. — эндемик острова Мальта и соседних Пелагских островов, известен как мальтийская льнянка (нем. Maltese Toadflax)
- Linaria purpurea (L.) Mill. — Льнянка пурпуровая — Италия, включая Сицилию
- Linaria repens (L.) Mill.
- Linaria saxatilis (L.) Chaz. — Португалия, Испания
- Linaria spartea (L.) Chaz.
- Linaria supina (L.) Chaz. — Швейцария, Италия, Франция, Португалия, Испания
- Linaria triornithophora (L.) Cav.
- Linaria triphylla (L.) Mill.
- Linaria tristis Mill.
- Linaria vulgaris Mill. — Льнянка обыкновенная — Европа, Турция, Сибирь, Дальний Восток, Китай